# Братуљевци
Братуљевци су насељено место у општини Велика, у западној Славонији, Република Хрватска.

## Историја
До нове територијалне организације налазило се у саставу бивше велике општине Славонска Пожега.

## Становништво
На попису становништва 2011. године, Братуљевци су имали 25 становника.
| Националност       | 1991.       |
| Срби               | 31 (91,17%) |
| Хрвати             | 0           |
| Југословени        | 2 (5,88%)   |
| остали и непознато | 1 (2,94%)   |
| Укупно             | 34          |